# 勇者リンの伝説
『勇者リンの伝説』（ゆうしゃリンのでんせつ）は、琴平稜による日本のライトノベル。イラストはkaroryが担当。富士見ファンタジア文庫（富士見書房→KADOKAWA）にて2013年1月から2014年5月まで刊行された。第24回前期ファンタジア大賞金賞授賞作。
メディアミックスとして、『エイジプレミアム』（富士見書房→KADOKAWA）にて2013年8月号から2014年1月号にかけて、小林徹郎によるコミカライズが連載された。

## あらすじ
冒険者育成機関ユースタシア学園。その名の通り特殊な技術を学生に習得させることを目的として創立された学園であり、中でも人気を二分するものが、勇者課程と伝記士課程である。幼い頃から勇者になることを夢見て様々な特訓を経験してきた少年カイであったが、課程振り分け試験の際、希望した勇者課程ではなく、伝記士課程に配属されてしまう。一方落ちこぼれの幼なじみである少女リンは勇者課程に配属になり、彼女の型破りな行動にカイは巻き込まれていくことになる。

## 登場人物
カイ・アンバー
ユースタシア学園伝記士課程に所属する男子生徒。仲間の中では比較的常識人であり、それゆえ作中では主に他のメンバーへのツッコミ役となることが多い。元々は伝記士でなく勇者になることを目標とし幼いころからその方面の実力も磨いてきたが、課程振り分けの儀式の結果伝記士へと振り分けられた。本来戦闘を担当する職業ではないものの長年積み上げてきた実力は健在。
リン・アルクス
カイの幼馴染の少女。ユースタシア学園勇者課程所属。天真爛漫かつアクティブな性格で、長年の付き合いであるカイを初めまったく悪意なく周囲の状況をひっかき回すことがよくある。
ジル
リンの夏休みの冒険にパーティーメンバーとして同行した男。一見屈強な戦士と言った風な風貌で実際以前は戦士をしていたらしいが不況の影響でニート（本人曰く「遊び人」）に転職した。本名は「ハルバード」だがリン達に出会った際格好つけて名を明かさずにいたところ、リンに「チチジル」と命名されそこから「ジル」となった。
ニーナ
リンの夏休みの冒険にパーティーメンバーとして同行した少女。花屋兼下宿の大家の娘であり、この下宿にはジルも住んでいる。この世界でも珍しい召喚士の素質を持つ。彼女の召喚術は「異界の住人」を呼び出すという召喚術の中でも特異な部類のものであるが、その「異界の住人」はなにか訳ありな普通の一般人だったりする為有用性は微妙。「住人」とは言うが軽トラなど非生物であっても呼び出せる模様。

## 評価
第24回前期ファンタジア大賞にて金賞を授賞した（受賞時のタイトルは「勇者と過ごす夏休み」）。同賞で審査員を務めた雨木シュウスケ、葵せきなは本作を以下のように評している。

## 既刊一覧

### 小説
- 琴平稜（著）・karory（イラスト）、富士見書房→KADOKAWA〈富士見ファンタジア文庫〉、全5巻
  - 『勇者リンの伝説 Lv.1 この夏休みの宿題が終わったら、俺も、勇者になるんだ。』、2013年1月19日発売[4]、ISBN 978-4-8291-3847-2
  - 『勇者リンの伝説 Lv.2 勇者二人に挟まれて体育祭という名のクエストに挑むわけだが。』、2013年5月18日発売[5]、ISBN 978-4-8291-3889-2
  - 『勇者リンの伝説 Lv.3 七つの球を探し求めて俺たちの学園祭がカオス。』、2013年9月20日発売[6]、ISBN 978-4-8291-3936-3
  - 『勇者リンの伝説 Lv.4 ニーナが王女で王女がニーナで、風雲急を告げる舞踏会。』、2014年1月18日発売[7]、ISBN 978-4-0407-0006-9
  - 『勇者リンの伝説 Lv.5 赤点回避と失われた絆を取り戻すために、時をかける俺。』、2014年5月20日発売[8]、ISBN 978-4-0407-0113-4

### 漫画
- 琴平稜（原作）・karory（キャラクター原案）・小林徹郎（作画）『勇者リンの伝説』 KADOKAWA〈ドラゴンコミックスエイジ〉、2014年2月8日発売[9]、ISBN 978-4-8322-4024-7